# 572
سنة 572 م (بالأرقام الرومانية: DLXXII) كانت سنة كبيسة تبدأ يوم الجمعة (الرابط يظهر نموذج الجدول الزمني الكامل للسنة) من التقويم اليولياني. بدأت تسمية السنة ب572 منذ العصور الوسطى المبكرة، عندما أصبح تقويم أنو دوميني هو الأسلوب السائد في أوروبا لتسمية السنوات.

## مواليد
- عدي بن حاتم الطائي
- عمرو بن هشام بن المغيرة المخزومي القرشي المكنى بأبي جهل, ولد في مكة

## وفيات
- معبد بن زرارة
- ألبوين ملك اللومبارد
- الأحوص بن جعفر